# Protocolo de roteamento
Um protocolo de roteamento especifica como roteadores se comunicam uns com os outros, a distribuição de informações que permite selecionar rotas entre quaisquer dois nós em uma rede de computadores. Algoritmos de roteamento determinam a escolha específica da rota. Cada roteador tem um prévio conhecimento somente das redes ligadas diretamente ao mesmo. Um protocolo de roteamento compartilha estas informações entre os vizinhos imediatos, e, em seguida, em toda a rede. Desta forma, os roteadores adquirem conhecimento sobre a topologia da rede.
As características específicas dos protocolos de roteamento incluem a forma pela qual eles evitam loops de roteamento, a forma que eles selecionam as rotas preferenciais, usando informações sobre custos de saltos, o tempo necessário para alcançar a convergência de roteamento, sua escalabilidade, e de outros fatores.
Embora existam muitos tipos de protocolos de roteamento, três grandes classes são muito utilizadas em redes IP:
- Protocolos de gateway Interior tipo 1, o estado de ligação de protocolos de roteamento, tais como OSPF e is-is
- Protocolos de gateway Interior tipo 2, a distância de roteamento de vetor de protocolos, tais como o Protocolo de Informações de Roteamento, RIPv2, IGRP.
- Exterior gateway protocolos de roteamento são protocolos utilizados na Internet para troca de informações de roteamento entre Sistemas Autônomos, como o Border Gateway Protocol (BGP), o Caminho de Roteamento de Vetor de Protocolo. Exterior gateway protocols não deve ser confundido com o Exterior Gateway Protocol (EGP), um obsoleto protocolo de roteamento.

Muitos protocolos de roteamento são definidos em documentos denominados RFCs.

## Camadas OSI
Protocolos de roteamento, de acordo com o framework OSI, são camadas de gerenciamento de protocolos para a camada de rede, independentemente do seu mecanismo de transporte:
- IS-IS funciona na camada de link de dados (Camada 2)
- Open Shortest Path First (OSPF) é encapsulados no IP, mas é executado somente no IPv4 sub-rede, enquanto o IPv6 versão é executado no link, usando apenas o link endereçamento local.
- IGRPe EIGRP são diretamente encapsulado no IP. EIGRP usa seu próprio mecanismo confiável de transmissão, enquanto IGRP assumido como um mecanismo confiável de transporte.
- Protocolo de Informações de roteamento (RIP) é executado sobre o Protocolo de Datagrama de Usuário (UDP). Versão 1 opera em modo de transmissão, enquanto a versão 2 usa multicast de endereçamento.
- BGP é executado sobre o Protocolo de Controle de Transmissão (TCP).

## Leitura complementar
- O capítulo "Noções básicas sobre Roteamento de" na Cisco "Internetworking Tecnologia Manual"